# Schulamit Aloni

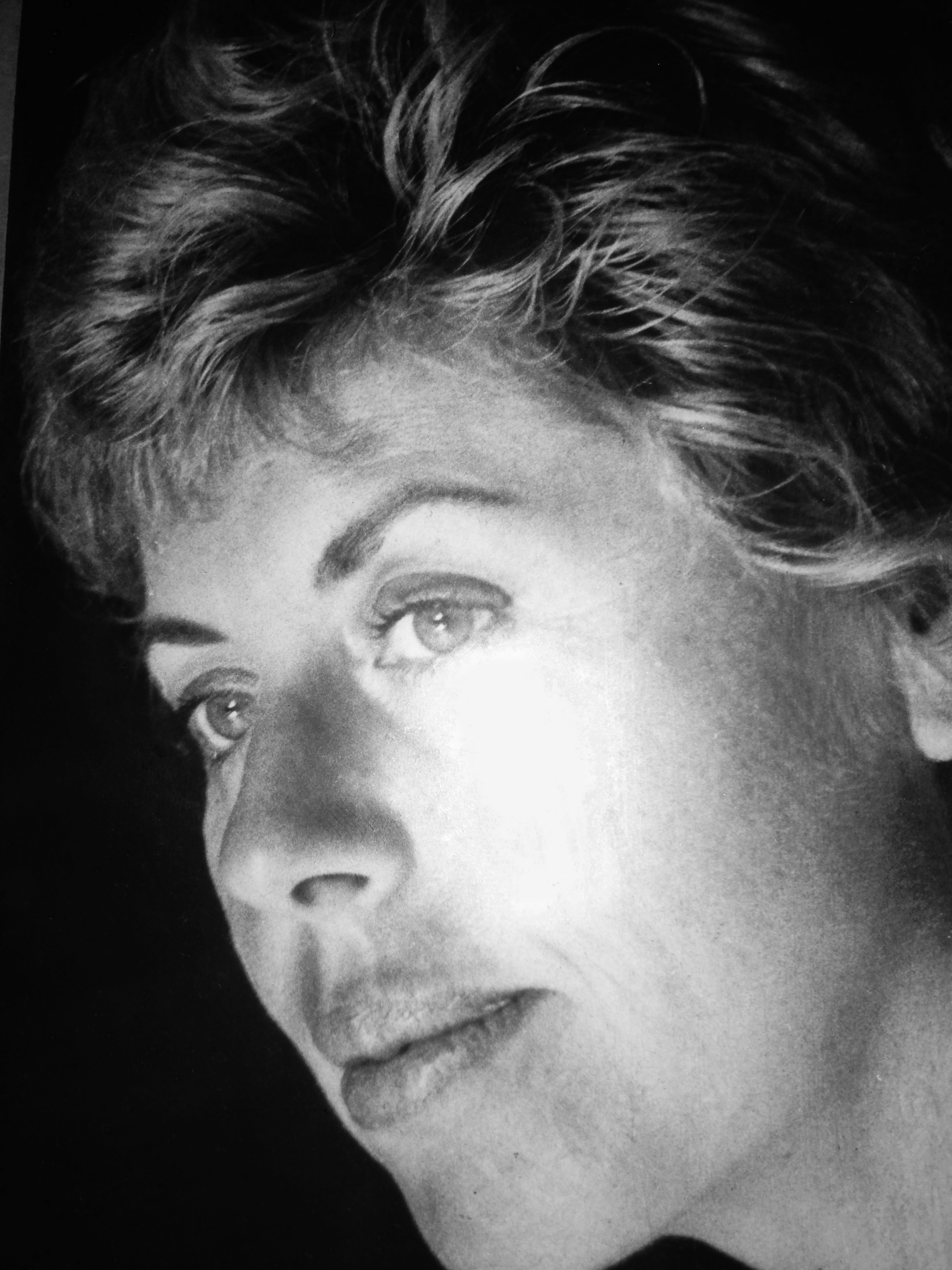
Schulamit Aloni

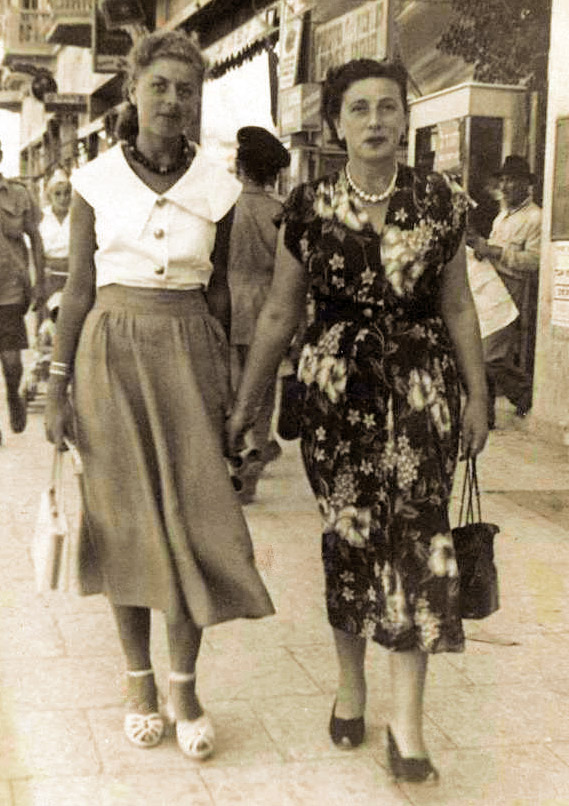
Schulamit Aloni mit ihrer Mutter

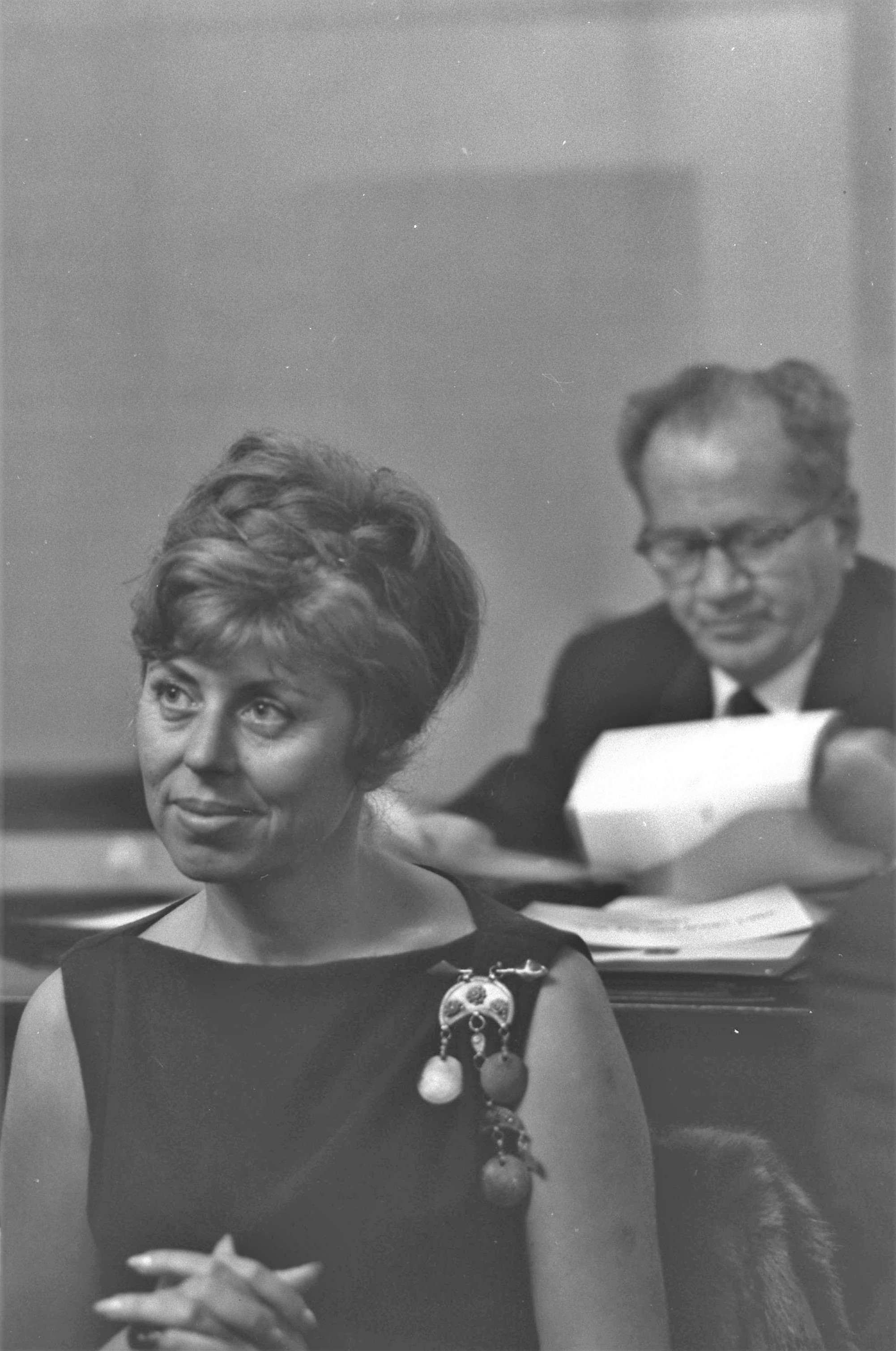
Schulamit Aloni, 1965

Schulamit Aloni (hebräisch שולמית אלוני; geboren als Schulamit Adler am 28. Dezember 1927 in Włocławek, Polen; gestorben am 24. Januar 2014 in Kfar Shmaryahu) war eine israelische Rechtsanwältin, Menschenrechtsaktivistin, Feministin, Schriftstellerin und Politikerin. 1992 wurde sie israelische Bildungsministerin, 1993 Ministerin für Kommunikation und Ministerin für Wissenschaft und Kultur unter Jitzhak Rabin.

## Leben und Werk
Schulamit Alonis Eltern stammten aus Rabbiner-Familien. Die Mutter war Näherin, der Vater Dreher von Beruf. Sie wanderten im Zuge der vierten Alija 1927 mit ihrer Tochter Schulamit in Eretz Israel ein. Schulamit Aloni wuchs in Tel Aviv-Jaffa auf. Ihre Eltern kämpften während des Zweiten Weltkriegs in der britischen Armee. 
In Palästina wurde Schulamit Aloni Mitglied der zionistischen Jugendbewegung Hashomer Hatzair und der paramilitärischen Untergrundorganisation Hagana. Nach dem Schulabschluss wurde sie Mitglied der israelischen Armee und kämpfte im Unabhängigkeitskrieg. Anschließend engagierte sie sich für Kinder von Immigranten und war als Lehrerin tätig. Ihr Buch Der Bürger und sein Staat (1958) erschien in zehn Auflagen und wurde zu einem Grundlagentext in der Lehrerausbildung für die Secondary School in Israel. Sie heiratete Reuven Aloni (eigentlich Reuven Rolanitzki, 1919–1988) und hatte mit ihm die Kinder Dror Aloni, Nimrod Aloni und Udi Aloni.
Nebenbei studierte Aloni Jura und Wirtschaft, um Rechtsanwältin zu werden. 1959 wurde Aloni Mitglied der Arbeiterpartei. Von 1965 bis 1996 war sie Abgeordnete der Knesset. Nachdem sie sich mit der Parteiführung der Arbeiterpartei überworfen hatte, gründete sie die Partei Ratz, die drei Mandate für die Knesset erhielt, und fungierte als Ministerin ohne Amtsbereich. 1977 spaltete sich die Ratz, und ihre Präsenz im Parlament verringerte sich, doch 1991 vereinigten sich Ratz, Schinui und Mapam zur Partei Meretz und erhielten 1992 bei der Wahl zur 13. Knesset 12 Parlamentssitze. Aloni wurde daraufhin als eine von nur zwei Frauen im Regierungskabinett Bildungsministerin im Kabinett von Jitzchak Rabin. Im Mai 1993 musste sie aufgrund des Drucks der Koalitionspartei Schas von ihrem Amt zurücktreten. Rabin bestimmte sie stattdessen zur Ministerin für Kommunikation sowie Wissenschaft und Technologie. Schließlich zog sie sich 1996 aus der Politik zurück. Sie lehrte danach an der Ben-Gurion-Universität im Negev, der Tel Aviv University und in Princeton.
Sie war zeit ihres Lebens eine scharfe Kritikerin der israelischen Politik gegenüber den Palästinensern, was sie im Mai 2004 in einem Interview mit der Zeitung Jedi’ot Acharonot deutlich machte. 2005 gründete sie zusammen mit anderen Prominenten die Organisation Jesch Din, die sich gegen die Verletzung der Menschenrechte von Palästinensern einsetzt.

## Auszeichnungen
Schulamit Aloni war Trägerin unter anderem des Bruno-Kreisky-Preises für Verdienste um die Menschenrechte (1985) und des Israel-Preises (2000). 1998 erhielt sie den Emil-Grünzweig-Menschenrechtspreis für ihr Lebenswerk. Sie war Ehrendoktorin des Hebrew Union College.

## Veröffentlichungen
übersetzte Titel
- Der Bürger und sein Staat
- Hesder – Vom Gesetzesstaat zum Halacha-Staat
- Frauen als Menschen
- Ich kann nicht anders